# Johannes Regnerus
Johannes Regnerus, född 7 december 1666 i Skedevi socken, död 30 september 1739 i Mjölby socken, var en svensk präst i Mjölby församling.

## Biografi
Johannes Regnerus föddes 7 december 1666 i Skedevi socken. Han var son till komministern P. Regnerus. Regnerus blev 1690 student vid Uppsala universitet och prästvigdes 1 maj 1697. Han blev 1695 komminister i Västra Husby församling och 1708 kyrkoherde i Mjölby församling. Regnerus avled 30 september 1739 i Mjölby socken.
Regnerus gifte sig 17 augusti 1697 med Maria Talén (född 1677). Hon var dotter till kyrkoherden Samuel Talén i Västra Husby socken. De fick tillsammans barnen Petrus Regnér (1698–1754), Christina (född 1699), Samuel (född 1701), Catharina (1703–1704), Sara, Johan (född 1705), Margareta (1706–1707) och Helena (född 1710).